# Salamis amaniensis
Salamis amaniensis är en fjärilsart som beskrevs av Vosseler 1907. Salamis amaniensis ingår i släktet Salamis och familjen praktfjärilar. Inga underarter finns listade i Catalogue of Life.